# Крильце чи ніжка (фільм)
«Крильце або ніжка» (фр. L'Aile ou la Cuisse) — французька кінокомедія з Луї де Фюнесом і Колюшем у головних ролях.
Фільм є сатирою на індустріалізацію ресторанного бізнесу. Ресторанний інспектор Шарль прагне довести, що його противник — власник мережі дешевих ресторанів, обманює клієнтів. Той своєю чергою бажає помститись йому за погані відгуки.

## Сюжет
Мсьє Шарль Дюшмен — ресторанний інспектор і респектабельний укладач щорічного путівника для туристів. Усі ресторани Парижа і його околиць прагнуть хорошої згадки в путівнику. Мсьє Дюшмен, однак, дуже вимогливий і відвідує ресторани потай, переодягаючись у різних людей. Знаючи про це, ресторан «Золота мушля» влаштовує зразкове обслуговування клієнту, котрого помилково сприймає за Дюшмена. До цієї неприємності додаються клопоти з укладенням путівника. Не встигаючи з цією справою, він доручає відвідати решту ресторанів своєму синові Жерару, котрий, попри бажання батька, працює клоуном в цирку. Паралельно Шарль очікує прийняття у Французьку Академію, де на церемонії йому мають традиційно вручити шпагу. Йому пропонують обрати що буде зображено на рукояті шпаги — куряче крильце або ніжка.
Коли путівник майже готовий, його намагається викрасти невідомий чоловік. Давши зловмиснику втекти, Шарль з Жераром переслідують його та розуміють, що той працює на фабриканта Жака Трікателя, власника мережі дешевих ресторанів. Шарль замислює зробити репортаж, у якому розповісти про штучну й шкідливу їжу Трікателя. Той у свою чергу прагне розгромити Дюшмена за колишні погані відгуки про його ресторани, та погоджується на дебати по телебаченню.
Дюшмен видає Жерара та свою секретарку Маргариту за молоде подружжя, щоб слідкувати за Трікателем. Однак, Жерар регулярно тікає на вистави в цирку, про що батько не здогадується. Трікатель шантажує Шарля тим, що розповість про подвійне життя Жерара на телебаченні. Той вирушає до цирку, де опиняється на сцені як доброволець в черговому номері. Він свариться з сином і вирушає до чергового ресторану, якому колись зменшив оцінку. Власник ресторану примушує Шарля їсти зіпсовані продукти, через що той потрапляє до лікарні. Там з'ясовується, що Шарль тимчасово втратив відчуття смаку. Дізнавшись про це, Трікатель вирішує висміяти його на телебаченні та присилає в лікарню журналістів.
Жерар допомагає батькові втекти з лікарні. Останньою надією Шарля стає чимдуж проникнути на фабрику Трікателя. Удвох вони пробираються на фабрику, де бачать як із синтетичної пасти виготовляються всі продукти, котрим лише штамповкою і фарбуванням надається вигляд натуральних. Шарль потрапляє на конвейєр, де губить свій годинник, а Жерар ледве не запікається в хлібині. Охоронці заганяють їх до холодильника, проте Шарль із Жераром обдурюють охоронців і тікають. Тим часом починаються дебати, на яких Трікатель критикує Шарля, називаючи його боягузом, що злякався зустрічі. Батько з сином, однак, в останню мить встигають з'явитись у телестудії.
Трікатель пропонує Шарлю продегустувати низку страв. Тоді Жерар викликається спробувати замість батька і той передає свою посаду синові. Жерар безпомилково визначає всі страви, крім останньої — вишуканого вина. Шарль сам впізнає його марку за одним лише виглядом. Після цього він кидає виклик Трікателю, давши скуштувати їжу з його ж фабрики, яку він встиг прихопити дорогою. Той визнає її бридкою і його з ганьбою виганяють.
Шарль визнає професію сина також непоганою і натякає, що Жерару з Маргаритою можна стати подружжям насправді. Невдовзі Шарль прибуває на церемонію у Французьку Академію, куди його приймають як «видатного літератора». На обіді той з подивом виявляє в тарілці загублений на фабриці Трікателя годинник.

## У ролях
- Луї де Фюнес — Шарль Дюшмен
- Колюш — Жерар Дюшмен
- Жульєн Ґійомар — Жак Трікатель
- Клод Жансак — Маргарита (1), секретарка Шарля Дюшмена
- Анн Захаріас — Маргарита (2), тимчасово виконуюча обов'язки секретарки
- Раймон Бюссер — Анрі, водій Дюшмена
- Даніель Ланґле — Ламбер
- Філіпп Бувар — телеведучий
- Вітторіо Капріолі — Вітторіо
- Марсель Даліо — кравець Дюшмена
- Жерар Ланвен — циркач
- Марі-Анн Шазель — циркач

## Цікаві факти
- У 1975 році після інфаркту Луї де Фюнес перестав зніматися. У фільмі «Крильце або ніжка» він знову повернувся у кінематограф.
- Сцени на фабриці з виробництва продуктів харчування зняті на підприємстві «Aire de Nemours», що знаходиться на південь від Парижа.
- Путівник по ресторанах «Дюшмен» є натяком на «Мішлен» — знамениту ресторанну мережу.
- На створення персонажу Трікателя, зіграного Жюльєном Гійомаром, авторів фільму надихнув французький промисловець Жак Борель — «Наполеон закусочних швидкого обслуговування», що були в 1970-х у Франції втіленням неякісної їжі. За прикладом Жака Бореля, Жак Трікатель показаний як людина прагматична і відносно груба.
- На роль Жерара Дюшмена передбачався П'єр Рішар, але Колюш замінив його, оскільки Рішар був вже зайнятий у іншому фільмі («Далі — нікуди»).

## Нагороди
- 1978: Премія «Золотий екран», Німеччина.